# 박효관 (법조인)
박효관(朴孝寬, 1961년 ~)은 대한민국의 법관이다. 2017년 2월 19일에 제30대 창원지방법원장으로 취임하였다.

## 생애
1961년 부산광역시에서 태어난 박효관은 부산대학교 사범대 부속고등학교와  서울대학교법학과를 졸업하고 제25회 사법시험에 합격했다. 제15기 사법연수원과 군 법무관을 마치고 마산지방법원 판사에 임용된 박효관은  마산지방법원 밀양지원장, 부산지방법원 부장판사, 진주지원장, 부산지방법원 수석부장판사, 부산가정법원 법원장, 부산고등법원 수석부장판사와 부산고등법원 부장판사를 역임했다.
부산가정법원 법원장으로 재직할 때 학교폭력예방 방지를 위해 시청, 교육청 등과 연계해 학생비행예방협의회를 창설했는데 이는 다른 법원에서도 모범 사례로 돋보으며 법률상 성년후견제를 시행하기 전에 자체적으로 전문가 성년후견인 후보자 선정지침을 마련했다.
창원지방법원 법원장에 취임하면서 "공정하고 충실한 재판, 절차와 실체의 면 모두에서 국민을 만족시키는 재판을 하겠다"고 밝혔다.